# Rozoy-sur-Serre
Rozoy-sur-Serre és un municipi francès situat al departament de l'Aisne i a la regió dels Alts de França. L'any 2007 tenia 1.048 habitants.

## Demografia

### Població
El 2007 la població de fet de Rozoy-sur-Serre era de 1.048 persones. Hi havia 444 famílies de les quals 146 eren unipersonals (69 homes vivint sols i 77 dones vivint soles), 133 parelles sense fills, 145 parelles amb fills i 20 famílies monoparentals amb fills.
La població ha evolucionat segons el següent gràfic:
Habitants censats

### Habitatges
El 2007 hi havia 515 habitatges, 452 eren l'habitatge principal de la família, 10 eren segones residències i 53 estaven desocupats. 415 eren cases i 96 eren apartaments. Dels 452 habitatges principals, 288 estaven ocupats pels seus propietaris, 159 estaven llogats i ocupats pels llogaters i 5 estaven cedits a títol gratuït; 6 tenien una cambra, 23 en tenien dues, 85 en tenien tres, 140 en tenien quatre i 198 en tenien cinc o més. 272 habitatges disposaven pel capbaix d'una plaça de pàrquing. A 241 habitatges hi havia un automòbil i a 114 n'hi havia dos o més.

### Piràmide de població
La piràmide de població per edats i sexe el 2009 era:
| Homes | Edats   | Dones |
| ----- | ------- | ----- |
| 0     | 95 o +  | 0     |
| 4     | 90 a 94 | 4     |
| 4     | 85 a 89 | 24    |
| 8     | 80 a 84 | 16    |
| 20    | 75 a 79 | 8     |
| 12    | 70 a 74 | 52    |
| 52    | 65 a 69 | 28    |
| 20    | 60 a 64 | 32    |
| 32    | 55 a 59 | 32    |
| 28    | 50 a 54 | 52    |
| 32    | 45 a 49 | 32    |
| 40    | 40 a 44 | 40    |
| 44    | 35 a 39 | 28    |
| 20    | 30 a 34 | 4     |
| 44    | 25 a 29 | 48    |
| 28    | 20 a 24 | 36    |
| 52    | 15 a 19 | 40    |
| 24    | 10 a 14 | 48    |
| 36    | 5 a 9   | 20    |
| 20    | 0 a 4   | 28    |

## Economia
El 2007 la població en edat de treballar era de 628 persones, 449 eren actives i 179 eren inactives. De les 449 persones actives 376 estaven ocupades (216 homes i 160 dones) i 72 estaven aturades (38 homes i 34 dones). De les 179 persones inactives 62 estaven jubilades, 43 estaven estudiant i 74 estaven classificades com a «altres inactius».

### Ingressos
El 2009 a Rozoy-sur-Serre hi havia 439 unitats fiscals que integraven 1.030 persones, la mediana anual d'ingressos fiscals per persona era de 12.934 €.

### Activitats econòmiques
Dels 54 establiments que hi havia el 2007, 1 era d'una empresa extractiva, 2 d'empreses alimentàries, 1 d'una empresa de fabricació d'altres productes industrials, 2 d'empreses de construcció, 20 d'empreses de comerç i reparació d'automòbils, 2 d'empreses de transport, 3 d'empreses d'hostatgeria i restauració, 3 d'empreses financeres, 2 d'empreses immobiliàries, 2 d'empreses de serveis, 12 d'entitats de l'administració pública i 4 d'empreses classificades com a «altres activitats de serveis».
Dels 14 establiments de servei als particulars que hi havia el 2009, 1 era una oficina d'administració d'Hisenda pública, 1 oficina de correu, 1 una oficina bancària, 3 tallers de reparació d'automòbils i de material agrícola, 2 autoescoles, 1 paleta, 1 lampisteria, 1 perruqueria, 1 restaurant, 1 tintoreria i 1 saló de bellesa.
Dels 11 establiments comercials que hi havia el 2009, 1 era un hipermercat, 2 grans superfícies de material de bricolatge, 2 botiges de menys de 120 m², 2 fleques, 1 una fleca, 1 una peixateria, 1 una botiga de material de revestiment de parets i terra i 1 una joieria.
L'any 2000 a Rozoy-sur-Serre hi havia 23 explotacions agrícoles que ocupaven un total de 1.251 hectàrees.

## Equipaments sanitaris i escolars
El 2009 hi havia 1 farmàcia i 2 ambulàncies.
El 2009 hi havia 2 escoles elementals. Rozoy-sur-Serre disposava d'un col·legi d'educació secundària amb 143 alumnes.

## Poblacions més properes
El següent diagrama mostra les poblacions més properes.